# János Urányi
János Urányi (Balatonboglár, 24 juni 1924 - Boedapest, 23 mei 1964) was een Hongaars kanovaarder. 
Urányi nam driemaal deel aan de Olympische Zomerspelen en behaalde daarbij in 1948 de vijfde plaats in de K-2 10.000m. Acht jaar later won Urányi samen met László Fábián de gouden medaille op de K-2 10.000 meter in Melbourne.
Urányi won tijdens de wereldkampioenschappen twee medailles in 1954 de bronzen medaille op de K-4 10.000 meter en in 1958 samen met Fábián de gouden medaille op de K-2 10.000 meter.

## Belangrijkste resultaten

### Olympische Zomerspelen
| Editie | Plaats    | Resultaten                      |
| ------ | --------- | ------------------------------- |
| 1948   | Londen    | series K-2 1000m 5e K-2 10.000m |
| 1952   | Helsinki  | series K-1 1000m                |
| 1956   | Melbourne | K-2 10.000m                     |

### Wereldkampioenschappen vlakwater
| Jaar | Plaats | Resultaten  |
| ---- | ------ | ----------- |
| 1954 | Mâcon  | K-4 10.000m |
| 1958 | Praag  | K-2 10.000m |

1936: Ludwig Landen & Paul Wevers ·
1948: Gunnar Åkerlund & Hans Wetterström ·
1952: Yrjö Hietanen & Kurt Wires ·
1956: László Fábián & János Urányi